# One Shot '80 Volume 2
One Shot '80 Volume 2 è la seconda raccolta di brani degli anni ottanta, pubblicata nel 1998 dalla Universal.

## Il disco
La compilation è stata pubblicata su CD (catalogo UMD77068, 025 7 77068 2) e cassetta nel 1998e appartieene alla serie One Shot '80 della collana One Shot.
Rimane nella classifica degli album più venduti in Italia tra la fine del 1998 e del 1999, raggiungendo la posizione numero 22 e risultando nei secondi cento (115°) del 1998.
Per ragioni tecniche di stampa dovute all'inatteso successo nelle vendite dell'uscita precedente e contrariamente agli altri volumi della stessa serie, l'album è stato pubblicato senza il previsto libretto contenente i dati e i testi dei brani. Per rimediare tale mancanza di informazioni, nel settimo volume della serie è stato allegato un pieghevole aggiuntivo da inserire in questo album.
The Honeythief è un singolo del 1986 e brano dell'album Hipsway (1986) del gruppo scozzese "Hipsway", composto da Grahame Skinner (voce), Harry Travers (batteria), Johnny McElhone (basso) e Pim Jones (chitarra).
Pop Muzik è un singolo del 1979 e brano dell'album New York, London, Paris, Munich (1979) nel progetto musicale "M" del musicista inglese Robin Scott. In titolo del brano riporta erroneamente lettera "c" al posto della "k" finale. La versione è quella del maxi singolo 12", accorciata da Nik Launay ed inserita nell'album. I musicisti coinvolti nel progetto e nell'esecuzione del brano sono: Robin Scott (voce), Wally Badarou (tastiere, sintetizzatore), Phil Gould (batteria), Gary Barnacle (sassofono, flauto), Julian Scott - il fratello - (basso), Brigit Novik - la moglie - (seconda voce, cori).

## Tracce
Il primo è l'anno di pubblicazione del singolo, il secondo quello dell'album; altrimenti coincidono. 
1. Propaganda – Duel (album version) – 4:48 (Ralf Dörper, Michael Mertens, Claudia Brücken, Susanne Freytag) – 1985
2. Talk Talk – It's My Life – 3:52 (Tim Friese-Greene, Mark Hollis) – 1984
3. Kissing the Pink – One Step (album version) – 4:30 (Nicholas Whitecross, John Kingsley Hall, Stephen Cusack, Simon Aldridge) – 1985, 1986
4. The Twins – Face to Face, Heart to Heart – 4:42 (testo: Sven Dohrow – musica: Sven Dohrow, Ronny Schreinzer) – 1982
5. Rockwell – Somebody's Watching Me (single version) – 3:59 (Kennedy William Gordy) – 1983, 1984
6. Hipsway – The Honeythief – 3:11 (Grahame Skinner, Harry Travers, Johnny McElhone, Ally McLeod) – 1986
7. The Blow Monkeys – It Doesn't Have to Be This Way – 4:03 (Dr. Robert) – 1987
8. Dead or Alive – You Spin Me Round (like a Record) (album version) – 3:19 (Pete Burns, Michael Percy, Timothy Lever, Steve Coy) – 1984, 1985
9. Kim Wilde – You Came (original single version) – 3:31 (Kim Wilde, Ricki Wilde) – 1988
10. T.X.T. – Girl's Got a Brand New Toy (album version) – 3:51 (Ken Taylor) – 1985
11. The Greg Kihn Band – Jeopardy – 3:49 (Greg Kihn) – 1983
12. Breakfast Club – Right on Track (feat. Jocelyn Brown) – 4:17 (Daniel Gilroy, Stephen Bray) – 1987
13. Go West – We Close Our Eyes – 3:46 (Peter Cox, Richard Drummie) – 1985
14. King – Love & Pride – 3:21 (Paul King, Mick Roberts) – 1984
15. Love and Money – Hallelujah Man (album version) – 4:37 (James Grant) – 1988
16. The J. Geils Band – Centerfold – 3:37 (Seth Justman) – 1981
17. Picnic at the Whitehouse – We Need Protection (album version) – 6:23 (testo: Eckart Debusmann, Edwin Hind, Geoffrey Bastow – musica: Eckart Debusmann, Edwin Hind) – 1985, 1987
18. Nik Kershaw – The Riddle – 3:53 (Nik Kershaw) – 1984
19. M – Pop Muzik (album version, Nik Launay 12" edit) – 4:54 (Robin Scott) – 1979